# Ron Affif
Ron Affif (* 30. prosinec 1965, Pittsburgh, Pennsylvania) je americký jazzový kytarista.
Narodil se v Pittsburghu, kde ho učil např. Jerry Conderata  nebo Joe Negri, dokud v roce 1983 neodjel do West Coast studovat ke svému strýci, bebopovému kytaristovi Ron Anthonymu. Když byl v Los Angeles, učil se od legendárního Joe Passa. V roce 1989 se přestěhoval do New Yorku a momentálně žije v Brooklynu.
V pozdních 90. letech nahrál 5 alb, mezi které patří např. 52nd Street.
Affifův styl hry je podobný hře Wese Montgomeryho nebo George Bensona. Benson dokonce Affifa jednou popsal jako jeho oblíbený druh kytaristy – ten, který hraje se zápalem.

## Diskografie
- 1993: Ron Affif
- 1994: Vierd Blues
- 1996: 52nd Street
- 1998: Ringside
- 1999: Solotude